# BankservAfrica
BankservAfrica — это автоматизированная расчётная палата, расположенная в Йоханнесбурге (ЮАР), обслуживающая как национальные, так и панафриканские транзакции.
Ежегодно система обрабатывает значительный объем транзакций, охватывающих различные секторы, такие как банковское дело, корпорации, правительство и розничная торговля. Его роль как крупнейшего расчетного центра автоматизированных платежей в Африке в первую очередь объясняется значительным объемом транзакций.

## История
Создание BankservAfrica было вызвано необходимостью унификации общих услуг в банковской отрасли Южной Африки. До своего образования в 1972 году как Automated Clearing Bureau (Pty) Limited различные отраслевые компании работали независимо по разным платежным каналам. Преобразование было направлено на оптимизацию операций, что привело к возможному переименованию в BankservAfrica в 2010 году.

## Акционеры
BankservAfrica полностью принадлежит южноафриканским коммерческим банкам:
- Absa Bank Limited (23.125%)
- FirstRand Limited (23.125%)
- Nedbank Limited (23.125%)
- Standard Bank of South Africa Limited (23.125%)
- Dandyshelf Group (7.5%), включающая:
  - Grobank
  - Bidvest Bank
  - Capitec Bank
  - Citibank
  - Investec Bank
  - Mercantile Bank
  - Teba Bank Limited

## Деятельность системы
BankservAfrica играет ключевую роль в обеспечении регулируемых и соответствующих международным стандартам межбанковских транзакций. Его значение как надежного партнера в южноафриканской индустрии финансовых услуг способствует стабильности национальной платежной системы. Компания работает под надзором Платежной ассоциации Южной Африки, Южноафриканского резервного банка и других центральных банков Африканского региона.
Примечательно, что в 1980-х годах BankservAfrica представила новаторский бренд SASWITCH, обеспечивающий удалённый доступ к банкоматам в различных учреждениях независимо от сетевого протокола.
BankservAfrica предлагает широкий спектр услуг, включая сбор платежей, коммутацию, клиринг, расчеты, консалтинг, системный хостинг и аутсорсинг бизнес-процессов. Он также предоставляет SWIFT бюро и платежные решения, услуги аварийного восстановления и обеспечения непрерывности бизнеса. Компания использует двойную обработку данных на производственных площадках и площадках аварийного восстановления, обеспечивая бесперебойную основную обработку данных в случае аварии.
В 2023 году система начала обслуживать UnionPay в ЮАР.